# Gaceta Junior
Gaceta Junior y, a partir de su número 17, Tintin-Gaceta Junior fue una revista infantil de periodicidad semanal, editada entre 1968 y 1970 por Universo Infantil S. A., llegando a alcanzar 81 números ordinarios, 2 extraordinarios y 1 almanaque. Estuvo dirigida por Juan-Enrique Juncá Varias y publicó mayormente material franco-belga (Michel Vaillant, Tintín), pero también español (Bruno y Chico, Dani Futuro), suponiendo en su momento una innovación en su mercado. Tuvo dos etapas diferenciadas:

## Gaceta Junior: 1968-1969
"Gaceta Junior" fue anunciada en televisión, como parte de su campaña de lanzamiento, apareciendo su primer número el 17 de octubre de 1968 a un precio de 10 pesetas. Incluía:
| Fecha      | Números                                    | Título                      | Historias de "continuará"                                                                                                  | Autoría                    | Procedencia          |
| ---------- | ------------------------------------------ | --------------------------- | --- | -------------------------- | -------------------- |
| 17/10/1968 | 1                                          | ¡Avante! ¡A toda máquina!   | | Sergio Toppi               |                      |
| 17/10/1968 | 1-10 12-17 26-35 55-                       | Anna                        | La casa misteriosa (1-10) Operación Rescate (12-17) El secreto del Bucanero (26-35) Tiburones en Korador (55-)             | Greg/Paul Cuvelier         | Tintín               |
| 17/10/1968 | 1-3, 7-11                                  | El pequeño rey              | | Dino Battaglia             |                      |
| 17/10/1968 | 1-7, 10 (compl.) 19-25 27-28 33-35 47-, 74 | Fufí y su alfombra mágica   | El cofre encantado (1-7) Los ladrones voladores (19-25) Las vacaciones del Pachá (27-28) Contra el brujo Galagalah (33-35) | Kiko                       | Spirou               |
| 07/11/1968 | 4-9, 11-15                                 | La isla del tesoro          | | Hugo Pratt                 |                      |
| 07/11/1968 | 4-6                                        | El doctor Ox de Julio Verne | | Mino Milani/Grazia Nidasio |                      |
| 14/11/1968 | 5-11                                       | Los 3/A                     | Los corsarios de la niebla                                                                                                 | M. Vasseur/Mittéï          | Tintín               |
| 05/12/1968 | 8-17, 53                                   | Tunga                       | La tribu de los cazadores                                                                                                  | E. Aidans                  | Tintín               |
| 19/12/1968 | 10                                         | Cuento de navidad           | | P. Selva/Iris de Paoli     |                      |
| 19/12/1968 | 11-22                                      | Jaime Torres y Jary         | Gol (11-22) | Raymond Reding             | Tintín               |
| 19/12/1968 | 10                                         | El huésped del zapatero     | | Iris de Paoli              |                      |
| 02/01/1969 | 12                                         | Ascari                      | |                            |                      |
| 02/01/1969 | 12                                         | El genio                    | | Iris de Paoli              |                      |
| 16/01/1969 | 14-17                                      | Akiko                       | | Iris de Paoli              |                      |
| 16/01/1969 | 14-23                                      | 5 en Marte                  | | Milo Milani/Dino Battaglia | Corriere dei Piccoli |
| 23/01/1969 | 15-41, 49-                                 | Tintín                      | Objetivo: La Luna(15-41) La conquista de la Luna (49-)                                                                     | Hergé                      | Tintín               |
| 20/01/1969 | 16                                         | El rallye de Montecarlo     | |                            |                      |

## Gaceta Junior/Tintín: 1969-1970
Con su número 17, se fusionó con la revista "Tintín" que Zendrera venía editando desde 1967.
| Fecha    | Números          | Título                          | Historias de "continuará"                                     | Autoría                    | Procedencia          |
| -------- | ---------------- | ------------------------------- | ------------------------------------------------------------- | -------------------------- | -------------------- |
| 6/02/69  | 17-27            | Ric Barry                       | Suspense en la televisión (17-27)                             | Ducheteau/Tibet            | Tintín               |
| 13/02/69 | 18-38, 53-       | Dan Cooper                      | Acróbatas en el espacio (18-23) "Fantasma 3" no contesta (54- | Albert Weinberg            | Tintín               |
| 13/02/69 | 18               | La máquina policía              |                                                               | Cubero                     |                      |
| 13/02/69 | 18-36            | Brazo de Hierro                 |                                                               | Milani/Di Gennaro          |                      |
| 27/02/69 | 20-22            | El misterio de Karim Merah      |                                                               | E. Ventura/Alberto Breccia |                      |
| 20/03/69 | 23-31, 34-35     | Aviones famosos                 |                                                               | Abellán-García             |                      |
| 27/03/69 | 24-31            | El comisario Matt Dillon        |                                                               | Harry Bishop               |                      |
| 17/04/69 | 27-31            | Genicabra                       |                                                               | Fernando Asian/Chiqui      | Nueva                |
| 24/04/69 | 28               | San Jorge y el dragón           |                                                               | Iris de Paoli              |                      |
| 01/05/69 | 29-31, 35-36, 39 | Casos y cosas de don Procopio   |                                                               | Ricardo Beyloc             | Nueva                |
| 01/05/69 | 29-31, 41        | Berengeno I                     |                                                               | Escudero/Cubero            | Nueva                |
| 22/05/69 | 32-42, 50-       | Los Franval                     | Intriga en Marruecos (32-42)                                  | E. Aidans/Yves Duval       | Tintín               |
| 22/05/69 | 32-              | Taka Tanaka                     |                                                               | Jo-El Azara                | Tintín               |
| 22/05/69 | 32-33            | La batalla de Midway            |                                                               | Milo Milani/Dino Battaglia | Corriere dei Piccoli |
| 29/05/69 | 33-              | Desiderio                       |                                                               | Mittei                     |                      |
| 05/06/69 | 34               | La muerte de Yamamoto           |                                                               |                            |                      |
| 19/06/69 | 36-43, 52, 71-   | Michel Vaillant                 | Suspense en Indianápolis Tras la barrera del sonido (71-      | Jean Graton                | Tintín               |
| 19/06/69 | 36-44, 47-       | Modesto y Pompón                |                                                               | Dino Attanasio             | Tintín               |
| 26/06/69 | 37-38            | Tartarín de Tarascón            |                                                               | Dino Battaglia             |                      |
| 03/07/69 | 38-              | Ñame                            |                                                               | Antonio Perera             | Nueva                |
| 10/07/69 | 39-41            | La revuelta de los sepoys       |                                                               | E. Ventura/Alberto Breccia |                      |
| 24/07/69 | 41-42            | Sitting Bull                    | El gran Jefe                                                  | Duval/Hermann              | Tintín               |
| 3/08/69  | 42-              | Clorofila                       | El hurón hambriento                                           | Raymond Macherot           | Tintín               |
| 3/08/69  | 42-              | Cámara Loca                     |                                                               | José Cubero                | Nueva                |
| 7/08/69  | 43               | La ciudad perdida. Matchu Pichu |                                                               | Dino Battaglia             |                      |
| 14/08/69 | 44               | La locomotora desbocada         |                                                               | Leandro Sesarego           |                      |
| 14/08/69 | 44               | Día "D" hora "H"                |                                                               | Yves Duval/Eddy Paape      | Tintín               |
| 21/08/69 | 45               | ¡Ataque a Gibraltar!            |                                                               | E. Ventura/Alberto Breccia | Corriere dei Piccoli |
| 21/08/69 | 45               | La conquista del K2             |                                                               | E. Ventura/Moliterni       | Corriere dei Piccoli |
| 28/08/69 | 46               | La caída de Constantinopla      |                                                               | E. Ventura/Sergio Toppi    | Corriere dei Piccoli |
| 28/08/69 | 46-              | Las aventuras de Magda          | La amiga desaparecida                                         | E. Ventura/Mario Uggeri    | Corriere dei Piccoli |
| 04/09/69 | 47               | Los cañones de Paris            |                                                               | E. Ventura/Dino Battaglia  |                      |
| 11/09/69 | 48               | Hamlet llamando a Ofelia        |                                                               | E. Ventura/Alberto Breccia |                      |
| 25/09/69 | 50               | El puente de Remagen            |                                                               | E. Ventura/Di Gennaro      |                      |
| 25/09/69 | 50               | Hippy Fardón                    |                                                               | Arturo Rojas de la Cámara  | Nueva                |
| 02/10/69 | 51               | El puente de Remagen            |                                                               | E. Ventura/Di Gennaro      |                      |

A partir de finales de 1969, comenzó a acoger más obras de producción española, y a partir de su número 61 incluyó una sección titulada "Magos de la Historieta" escrita por Antonio Martín, acusando así la corriente reivindicativa del medio que se daba entonces en España.
| Fecha      | Números | Título                           | Historias de "continuará"  | Autoría                    | Procedencia           |
| ---------- | ------- | -------------------------------- | -------------------------- | -------------------------- | --------------------- |
| 09/10/69   | 52      | Rufo y su genio                  |                            | Cubero                     |                       |
| 09/10/69   | 52      | El superagente X-00              |                            | Beyloc                     |                       |
| 16/10/1969 | 53-     | Tigrillo                         |                            | Bud Blake                  | Tira de EE. UU.       |
| 16/10/1969 | 53-     | Daniel el travieso               |                            | Hank Ketcham               | Tira de EE. UU.       |
| 23/10/1969 | 54-65   | Félix presenta: Mundo animal     |                            | Jesús Durán                | Nueva                 |
| 13/11/1969 | 57-     | Bruno y Chicote                  |                            | Madorell                   |                       |
| 13/11/1969 | 57-     | El inspector Gatillo             |                            | Mingo                      |                       |
| 13/11/1969 | 57-     | Henry                            |                            | Carl Anderson              | Historieta de EE. UU. |
| 13/11/1969 | 57-     | Zoo Holmes                       |                            | Nin                        |                       |
| 13/11/1969 | 57-     | Lalo y Lola                      |                            | Dick Browne                | Historieta de EE.UU   |
| 20/11/1969 | 60-     | El Superdotado                   |                            | Adolfo Buylla              | Nueva                 |
| 04/12/69   | 60      | Safarino                         |                            | Zorzo/Perera               | Nueva                 |
| 04/12/69   | 60      | Daniel Boom                      |                            | Jordi Buxadé               | Nueva                 |
| 04/12/69   | 60      | Max el explorador                |                            | Bara                       |                       |
| 11/12/69   | 61      | Sambhur                          |                            | Arias/Carrillo             |                       |
| 17/12/69   | 62      | ¡¡Abradacabraaaaaaaa!!, el genio |                            | Mingo                      | Nueva                 |
| 19/03/70   | 75      | Sicodelic Hood                   |                            | Jan                        | Nueva                 |
| 19/03/70   | 75      | Dani Futuro                      | La astronave perdida (-79) | Víctor Mora/Carlos Giménez |                       |
| 09/04/70   | 78-81   | El Tiburón                       |                            | Antonio A. Arias/Carrillo  |                       |
| 02/04/70   | 77      | Las andanzas de Lita y Alicia    |                            | Sesén/Pizarro              |                       |
| 16/04/70   | 79      | Los Hermanos Rengifo             |                            | Jan                        | Nueva                 |
| 23/04/70   | 80      | Blash Gordon                     |                            | Francisco Torá             |                       |

Su último número, el 81, fue publicado en mayo de 1970.